# Adrian Mazilu
Adrian Mazilu (Costanza, 13 settembre 2005) è un calciatore rumeno, attaccante del Brighton.

## Carriera

### Club
Il 9 novembre 2022 debutta con il Farul Costanza nell'incontro di Cupa României vinto per 2-0 contro il Rapid Bucarest. Tre giorni dopo ha debuttato in Liga I nell'incontro pareggiato per 1-1 contro il Chindia Târgoviște.
Il 6 febbraio 2023 ha segnato il suo primo gol, aprendo le marcature nell'incontro vinto per 2-1 contro l'U Craiova. Il 22 aprile realizza un gol pesante, che vale la vittoria del campionato, quello dell'1-0 contro il CFR Cluj. Al termine della stagione, la prima da professionista, totalizza 19 presenze e vince anche il campionato.
Il 12 luglio 2023 ha giocato la sua prima partita in una competizione europea, nell'incontro vinto per 1-0 contro lo Sheriff Tiraspol nel primo turno preliminare di Champions League. Tre giorni dopo, il Brighton annuncia l'acquisto del giocatore rumeno, con decorrenza dal 1º gennaio 2024. Il 28 luglio, dopo l'eliminazione del Farul dalla Champions League, ha segnato un gol dell'incontro vinto per 3-2 contro l'Urartu nel secondo turno preliminare di Europa Conference League.

### Nazionale
Viene convocato dal CT dalla nazionale rumena Under-21, Emil Săndoi, per prendere parte al campionato europeo Under-21 2023. Debutta nell'incontro perso per 0–3 contro la Spagna, giocando successivamente l'incontro pareggiato per 0-0 contro la Croazia, concludendo all'ultimo posto nel proprio girone.

## Statistiche

### Presenze e reti nei club
Statistiche aggiornate al 24 agosto 2023.
| Stagione        | Squadra         | Campionato      | Campionato | Campionato | Coppe nazionali | Coppe nazionali | Coppe nazionali | Coppe continentali | Coppe continentali | Coppe continentali | Altre coppe | Altre coppe | Altre coppe | Totale | Totale | Totale |
| Stagione        | Squadra         | Comp            | Pres       | Reti       | Comp            | Pres            | Reti            | Comp               | Pres               | Reti               | Comp        | Pres        | Reti        | Pres   | Reti   |        |
| --------------- | --------------- | --------------- | ---------- | ---------- | --------------- | --------------- | --------------- | ------------------ | ------------------ | ------------------ | ----------- | ----------- | ----------- | ------ | ------ | ------ |
| 2022-2023       | Farul Costanza  | L1              | 19         | 6          | CR              | 2               | 1               |                    | -                  | -                  |             | -           | -           | 21     | 7      |        |
| 2023-2024       | Farul Costanza  | L1              | 7          | 1          | CR              | 0               | 0               | UCL+UECL           | 2+6                | 0+1                | SR          | 1           | 0           | 16     | 2      |        |
| Totale carriera | Totale carriera | Totale carriera | 26         | 7          |                 | 2               | 1               |                    | 8                  | 1                  |             | 1           | 0           | 36     | 9      |        |

## Palmarès
- Campionato rumeno: 1

Farul Costanza: 2022-2023